# Guanagazapa
Guanagazapa é uma cidade da Guatemala do departamento de Escuintla.